# Lào Cai
Lào Cai (Laokay en français) est une ville du nord-ouest du Viêt Nam, à la frontière entre le Viêt Nam et la Chine (et, plus précisément, le xian autonome yao de Hekou dans le Yunnan).
Capitale de la province de Lào Cai, elle se trouve au confluent du Fleuve Rouge et de la Nam Ti, à environ 260 km au nord-ouest d'Hanoï ; elle est desservie par l'autoroute Nội Bài–Lào Cai et par la ligne des chemins de fer de l'Indochine et du Yunnan.
Située sur une des principales routes (et voie d'invasion) entre la Chine et le Viêt Nam, par la vallée de Fleuve Rouge, le poste-frontière de Lào Cai est l'un des postes-frontières principaux, brièvement fermé 1979 à 1993 par suite de la guerre sino-vietnamienne de 1979.

## Population
En 2018, le district de Lào Cai comptait 173 840 habitants. Sa superficie est de 223 km².

## Transports
La gare de Lào Cai, qui fait partie de la ligne du Yunnan, est le point de descente des touristes à destination de Sa Pa. Cette gare est desservie quatre fois par jour depuis Hanoi, le trajet durant huit heures.
Cette gare est sur la ligne ferroviaire Kunming-Haiphong.

## Histoire
En 1979, la ville a été brièvement occupée par la Chine au cours de la guerre sino-vietnamienne ; la frontière n'a été rouverte qu'en 1993.